# Alojz Flisar
Alojz Flisar, slovenski policist in veteran vojne za Slovenijo, * Murska Sobota ?.

## Odlikovanja in nagrade
Leta 1992 je prejel častni znak svobode Republike Slovenije z naslednjo utemeljitvijo: »za izjemne zasluge pri obrambi svobode in uveljavljanju suverenosti Republike Slovenije«.